# Авад Сауд Авад
Авад Сауд Авад (англ. Awad Saud Awad, араб. عوض سعود عوض‎) — палестинский писатель и журналист. Он является одним из видных палестинских романистов-фольклористов. Начал писать в конце семидесятых годов. Своими публикациями способствовал обогащению культурного наследия. Кроме писательской деятельности активно занимался преподаванием. С 1980 года является членом Союза палестинских писателей, а с 1989 года — членом Союза арабских писателей.

## Биография
Авад Сауд Авад происходит из палестинской семьи. Он родился в 1943 году в деревне Джеб Иосиф возле города Сафед в Палестине. В 1948 году из-за войны семье пришлось покинуть свой дом и уехать в Сирию. Там они жили в лагере Хан аль-Ших. В 1970 году Авад Сауд Авад женился на Мариам Аль-Хамед — палестинке из Ливана. Первые три года они находились в лагере Хан аль-Ших, однако из-за военных действий в 1973 году молодой семье пришлось переехать в Жобар и Замалка (около Дамаска), где прожили 25 лет. В семье 5 детей — два мальчика и 3 девочки. В 1971 году Авад Сауд Авад получил степень бакалавра искусств (история). С 1968 он работал преподавателем в Ближневосточном агентстве ООН для помощи палестинским беженцам и организации работ (БАПОР) в Дамаске. Однако в 1996 он был вынужден уйти в отставку из-за конфликта с администрацией БАПОР в Сирии.

## Литературная деятельность

### В области истории и романа
Авад Сауд Авад начал свою творческую деятельность в семидесятых годах XX века. Первую книгу рассказов для детей «Путешествие на Андромеду» он опубликовал в 1981 г. В этом же году он стал членом Союза палестинских писателей и Союза журналистов в Сирии. В 1989 году он стал членом Союза арабских писателей. В 2005-06 и 2009-10 гг он был президентом Ассоциации истории и романа этого Союза. В течение пяти лет (с 1990 по 1994) он также работал журналистом в журнале «Аль-Навида». Вместе с группой сирийских писателей и ученых Авад Сауд Авад участвовал в организации литературного форума. Раз в месяц в доме одного из членов форума происходили творческие встречи, на которых велось активное обсуждение литературной жизни и культуры. Этот форум осуществлял свою деятельность более 30 лет.

### В области фольклора и наследия
Авад Сауд Авад принимал самое активное в организации ежегодного проведения «Недели палестинского фольклора» в Дамаске, и с 1988 по 1994 был руководителем этого мероприятия. Он основал в Дамаске Палестинский фольклорный центр и с 1991 по 1996 г был его директором. Авад Сауд Авад — известный романист в Палестине и Сирии. Он является также одним из самых важных литературных критиков арабского мира в современную эпоху. Более 200 научных работ, опубликованных в арабских газетах и журналах, содержат критические исследования арабских писателей из разных стран. Кроме того, у него есть много публикаций в специализированных периодических изданиях, посвященных культурному наследию. Писатель проводил лекции по истории и фольклору в различных провинциях Сирии.

## Труды

### Роман
- Авад С. Авад. Незнакомцы на полпути. Издательство: арабский Союз писателей, Дамаск — 2006.
- Авад С. Авад Цветение Кандол., Издательство: Арабский Союз писателей, Дамаск — 1997.
- Авад С. Авад. Прощание. Издательство: арабский Союз писателей, Дамаск — 1987.

### Исследования
- Авад С. Авад. Выражений Палестинского фольклора, Издательство: Dar Канаан, Дамаск — 1993.
- Исследования в палестинской фольклору, Издательство: Департамент медиа и образования, Дамаск 1983.

### История
- Авад С. Авад. Палестинские рассказы. Издательство Союзом арабских писателей, Дамаск 2024. [3].
- Авад С. Авад. Объятия бабочки и розы. Издательство Министерства культуры, Дамаск 2021.[4].
- Авад С. Авад. Путешествие волны восхода солнца. Издательство Союзом арабских писателей, Дамаск 2021.
- Авад С. Авад. Лабиринт Любви. Издательство Министерства культуры, Дамаск 2019.
- Авад С. Авад. Скорбящие золы. Издательство: Арабского Союза писателей, Дамаск 2011.
- Авад С. Авад. Хна путешествия. Издательство: арабский Союз писателей, Дамаск 2009.
- Наводнение Ночь, Авад С. Авад, Издательство: арабский Союз писателей, Дамаск 2005.
- Авад С. Авад. Перенесенные Радости. Издательство Министерства культуры, Дамаск 2004.
- Авад С. Авад. Светильники на стене памяти. Издательство: Арабского Союза писателей, Дамаске в 2002 году.
- Авад С. Авад. Ожидание. Издательство: арабский Союз писателей, Дамаск 1994.
- Авад С. Авад Корабль свобода (для детей). Издательство: Дар-эль- Шейх, Дамаск 1988.
- Авад С. Авад Пальма и банановое дерево (для детей). Дамаск 1983.
- Авад С. Авад. Путешествие в Андромеды (для детей). Дамаск 1981.